# Gemeentelijke herindelingsverkiezingen in Nederland 1979
Gemeentelijke herindelingsverkiezingen in Nederland 1979 geeft informatie over tussentijdse verkiezingen voor een gemeenteraad in Nederland die gehouden werden in 1979.
De verkiezingen werden gehouden in dertien gemeenten die betrokken waren bij een grenswijzigings- of herindelingsoperatie.

## Verkiezingen op 16 mei 1979
- de gemeenten Linschoten en Montfoort, vanwege een grenswijziging tussen deze gemeenten.[2]

## Verkiezingen op 7 november 1979
- de gemeente Lelystad, vanwege de eerste instelling van deze gemeente.[3]

## Verkiezingen op 14 november 1979
- de gemeenten Abbenbroek, Geervliet, Heenvliet, Oudenhoorn en Zuidland: samenvoeging tot een nieuwe gemeente Bernisse;[4]
- de gemeenten Brielle, Vierpolders en Zwartewaal: samenvoeging tot een nieuwe gemeente Brielle;[4]
- de gemeenten Oostvoorne en Rockanje: samenvoeging tot een nieuwe gemeente Westvoorne.[4]

Door deze herindelingen en instelling daalde het aantal gemeenten in Nederland op 1 januari 1980 per saldo van 817 naar 811.